# Basilique-cathédrale Notre-Dame d'Ottawa
Cette  cathédrale et basilique ne doit pas être confondue avec une autre cathédrale d'Ottawa.
 D’autres édifices religieux sont nommés basilique Notre-Dame et cathédrale Notre-Dame.
La basilique-cathédrale Notre-Dame d’Ottawa, située au 385 promenade Sussex, a été construite de 1841 à 1858. 
John Cannon et Pierre-Adrien Telmon ont conçu l'édifice. Les portes surmontées par des fenêtres en arc en tiers-point ont des cintres néoclassiques. Flavien Rochon et Philippe Pariseau ont orné et sculpté le décor intérieur.

## Histoire et architecture

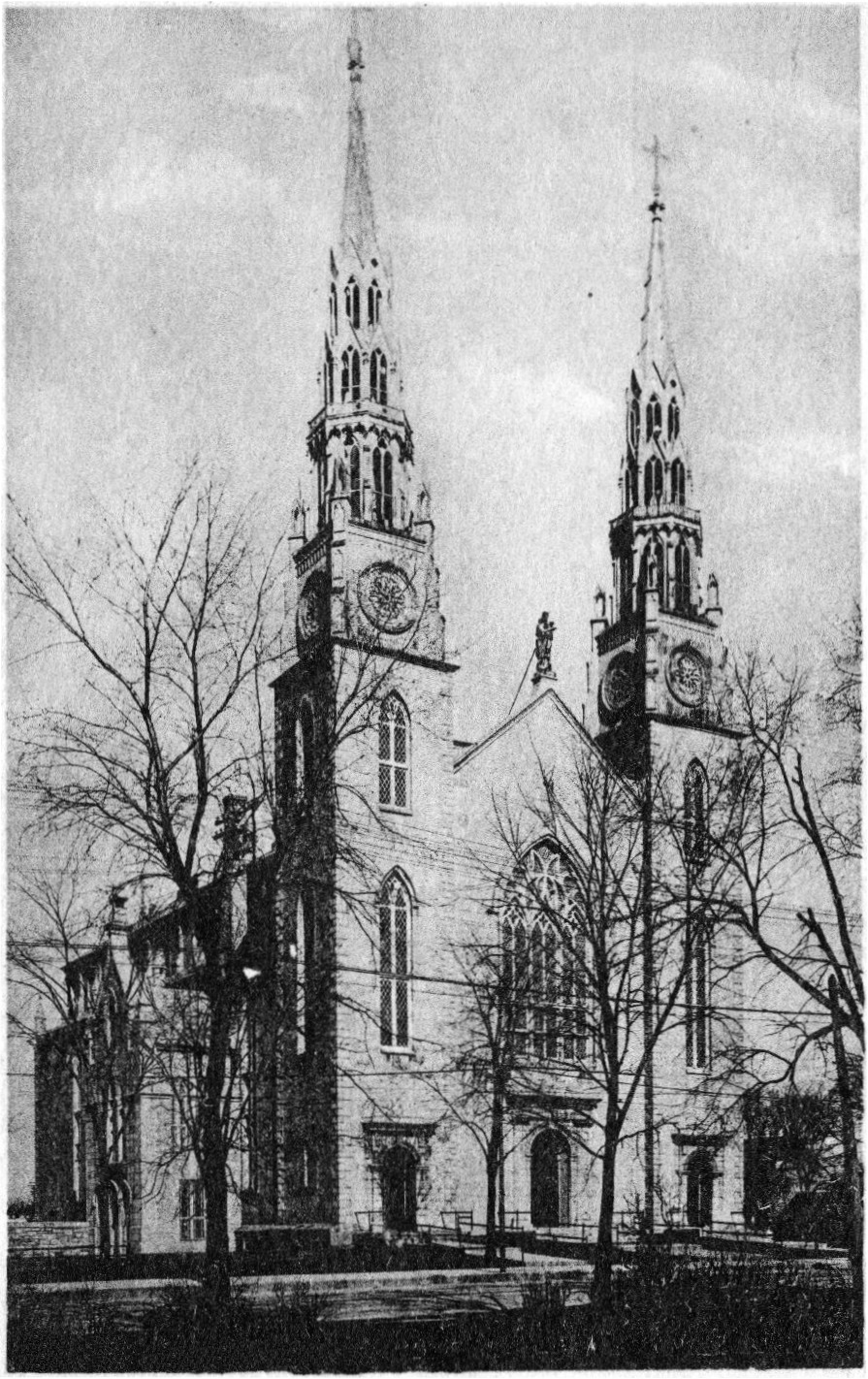
Basilique d'Ottawa, 1920.

Le site fut jadis l'emplacement d'une petite église en bois, Saint-Jacques, construite en 1832. Cette structure fut détruite en 1841 pour construire une plus grosse église, dessinée par le constructeur local Antoine Robillard et le Père Cannon qui voulait un style néo-classique design.
Cependant, en 1844, après que la section du bas fut complétée, les pères Oblats ont pris en mains la paroisse et le père Telmon fut envoyé en France pour compléter la construction. Le père Telmon a décidé de redessiner l'église à un standard néo-gothique, un style qui fleurissait en popularité. Ceci laissa les plus basses parties comme l'entrée de l'église néo-classique, et le reste néo-gothique, comme exemple, les grandes fenêtres par-dessus les portes gothiques, comme les arches pointues.
La structure principale fut complétée en 1846, mais ce ne fut qu'en 1866 que les clochers furent installés.  Ils étaient peints avec la couleur argentée. Son extérieur était réservé, mais l'intérieur était beaucoup décoré, créé par Georges Buillon. L'intérieur de l'église était peinturé d'une couleur vive et décoré avec des courbures, des vitraux teintés, et des centaines de statues de figures religieuses. Louis-Philippe Hébert a complété les trente sculptures en bois dans le choir. À la fin du choir, la sainte Famille était complétée avec des saints comme saint Jean-Baptiste et saint Patrick, les patrons des Canadiens et des Irlandais. En 1847, l'église est devenue une cathédrale. Elle a été consacrée le 4 septembre 1853. En 1879, elle est devenue une basilique. Bishop Guigues fut appointé comme premier évêque et fut honoré par une statue grandeur nature à la droite de la cathédrale.
La basilique est la plus vieille église à Ottawa et le siège de l'archevêché. Ses deux clochers sont ornés par une statue de la Vierge Marie, qu'on peut voir du Parlement Canadien et le terrain environnant. L'église fut récemment rénovée et restaurée vers la fin des années 1990. Les messes sont en français et en anglais.
Le compositeur Pierre-Joseph Amédée Tremblay fut organiste pour l'église de 1894-1920.
À la fin des années 1990, la cathédrale a subi une restauration coûtant des  millions de dollars.
Les funérailles d'honneurs du gouverneur général Georges Vanier et du premier ministre Wilfrid Laurier ont eu lieu dans la cathédrale.
La cathédrale est ouverte le samedi de 9 h à midi et dimanche de 13 h 30 à 16 h.

## Galerie

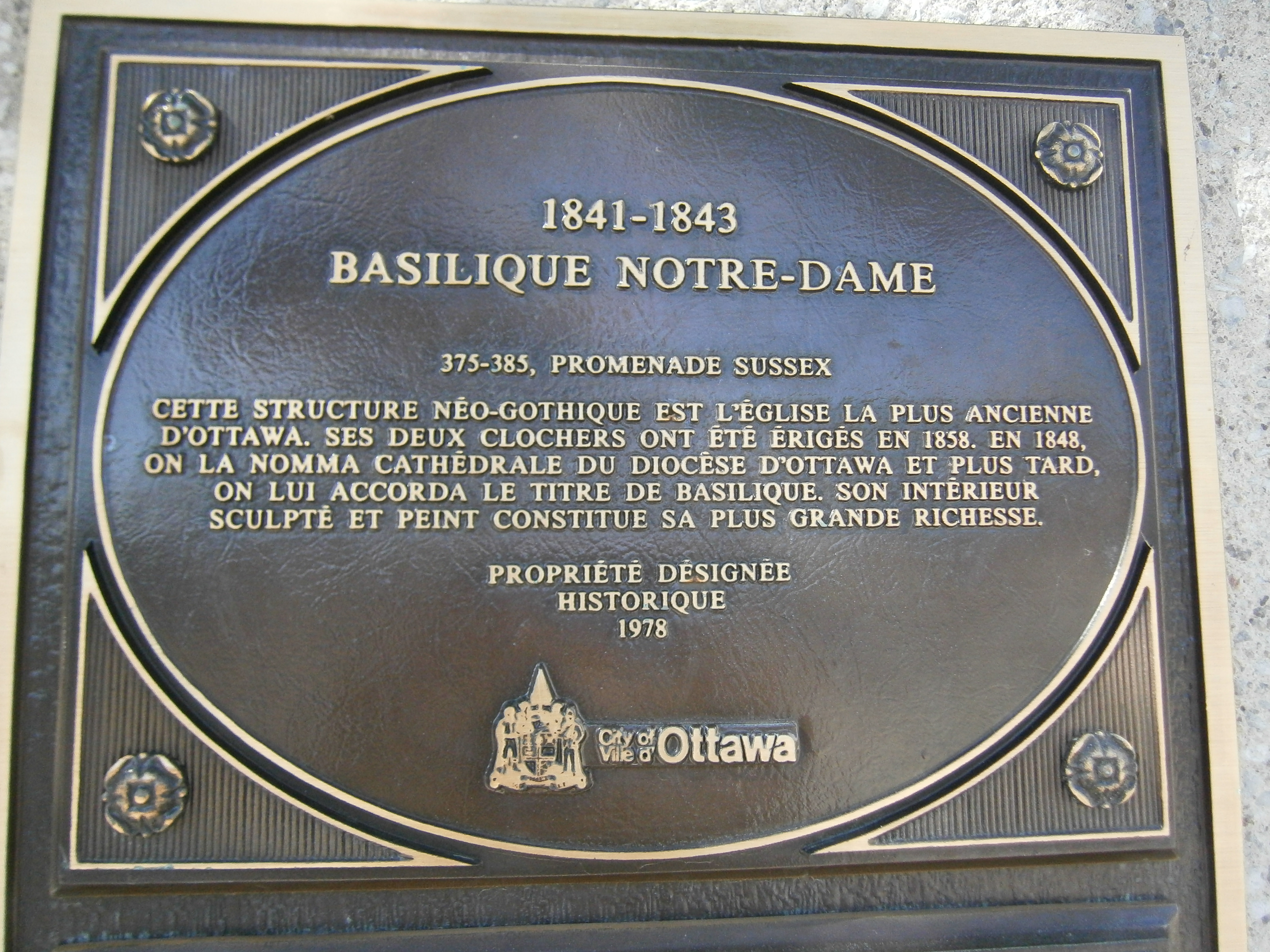
Plaque explicative.
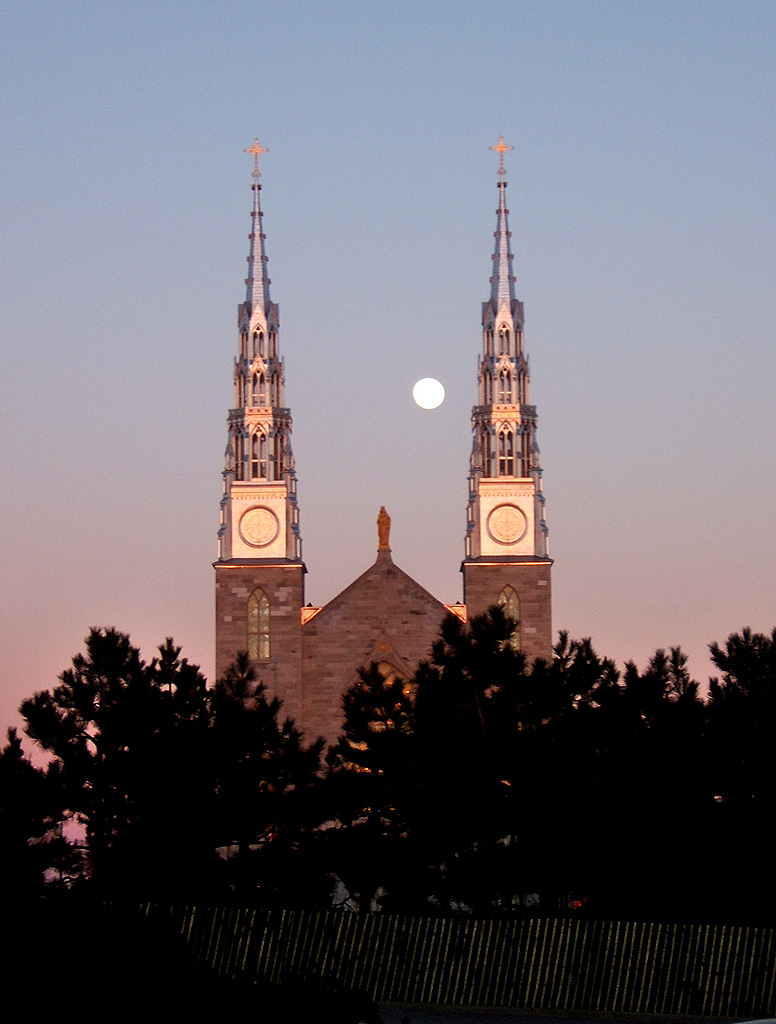
Les clochers un soir de pleine lune.
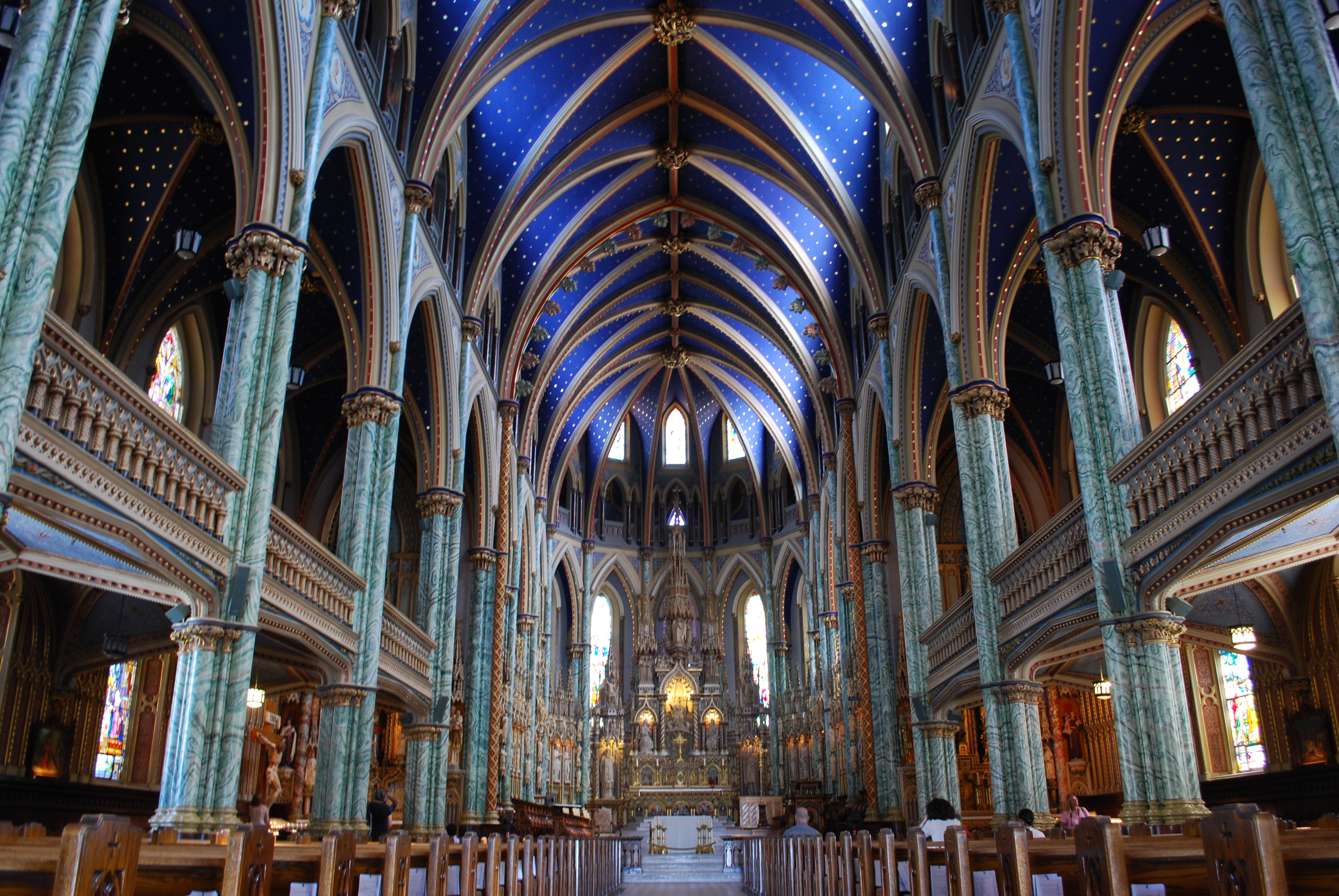
L'intérieur de la cathédrale Notre-Dame.
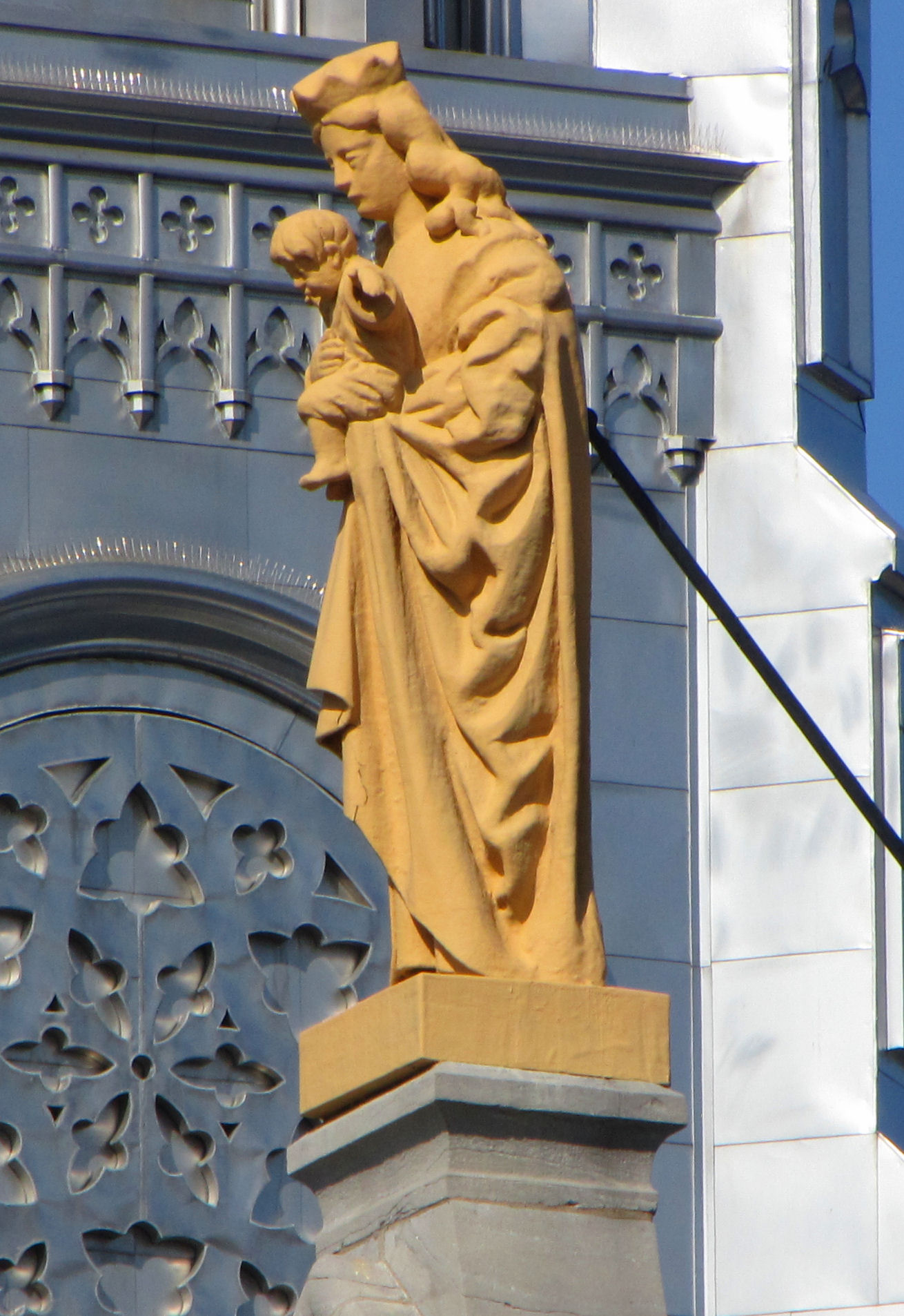
La Vierge Marie sur la toiture de la Basilique.